# Хил Вју Хејтс (Вајоминг)
Хил Вју Хејтс (енгл. Hill View Heights) насељено је место без административног статуса у америчкој савезној држави Вајоминг.

## Демографија
По попису из 2010. године број становника је 170, што је 4 (2,4%) становника више него 2000. године.
| Група             | 2000.       | 2010.       |
| Белци             | 162 (97,6%) | 167 (98,2%) |
| Афроамериканци    | 0 (0,0%)    | 0 (0,0%)    |
| Азијати           | 0 (0,0%)    | 0 (0,0%)    |
| Хиспаноамериканци | 1 (0,6%)    | 3 (1,8%)    |
| Укупно            | 166         | 170         |